# Krigsåret 1999

## Pågående krig
Eritreansk-etiopiska kriget (1998-2000)
- Eritrea på ena sidan
- Etiopien på andra sidan

Kosovokriget (1998-1999)

## Händelser

### Januari
- 10 januari - Jugoslaviens  arméinheter inleder en offensiv mot flera UÇK-kontrollerade byar i Kosovo.[2]
- 12 januari - Colombias regering sätter in trupper mot högerextrema paramilitära mördarförband som härjar sedan cirka 160 bybor de senaste dagarna blivit skjutna eller hackade till döds.[2]

### Februari
- 2 - Tusentals personer flyr från Bissau under gerillans bombardemang.[2]
- 3 - Sveriges regering gör upp med Centerpartiet om svenska försvarets bantning. Miljöpartiet och Vänsterpartiet vill spara mer än de 10 % som föreslås.[2]
- 4 - Tusentals personer flyr från Bissau under gerillans bombardemang.[2]
- 13 - USA bombar en robotbas och andra militär i Irak, vilket påstås vara ett svar på irakiska kränkningar av  södra flygförbundszonen.[2]
- 22 - Etiopien inleder en offensiv och intar staden Badme.
- 28 - Stor israelisk offensiv mot södra Libanon.[2]

### Mars
- 6 - USA bombar flera luftvärnsanläggningar i norra och södra Irak.[2]
- 14 - Etiopien inleder ny offensiv mot Eritrea.[2]
- 8 - Sverige bantar sitt försvar med 4 miljarder SEK per år fram till 2002 enligt svenska försvarspropositionen.[2]
- 24 - Flera NATO-medlemsländer inleder flygbombningar av Jugoslavien.[2]
- 26 - NATO bombar Belgrad med kryssningsmissiler.[2]
- 28 - Svenske OSSE-samordnaren Bo Pellenäs uppger att serbiske krigsförbrytaren Arkan deltar i Kosovokriget.[2]

### April
- 6 - USA och Storbritannien bombar en oljeledning i Irak söder om Bagdad.[2]
- 8 - NATO-bomber riktade mot en telestation träffar i stället ett bostadsområde i Pristina och minst 17 personer dödas.[2]
- 21 - NATO bombar Serbiska socialistpartiets högkvarter i Belgrad.[2]

### Maj
- 3 - NATO-bombningarna mörklägger stora delar av Jugoslavien.[2]
- 7 - NATO-bombningarna träffar Kinas ambassad i Belgrad.[2]

### Juni
- 9 - NATO-medlemsländers flygbombningar av Jugoslavien upphör.[2]
- 19 - Jugoslaviens militära reträtt från Kosovo fullbordad.[2]

### Juli
- 10 - 150 000 personer i södra Sudan "sitter fast" då inbördeskriget, som pågått i 16 år, skurit av vägarna för hjälptransporter.[2]

### September
- 7 - Ryskt stridsflyg i angriper flera byar på gränsen mellan Tjetjenien och Dagestan, och fullskaligt krig hotar.[2]
- 23 - Ryska stridsflygplan bombar mål i Groznyj; Andra Tjetjenienkriget.[2]
- 26 - Indonesiska armén bränner ner d återstående husen i Dili innan de lämnar Östtimor.[2]

### Oktober
- 2 oktober - Ryska trupper anfaller Tjetjenien från tre håll, för att upprätta en buffertzon och hindra den islamistiska tjetjenska gerillan att utföra terroristaktioner på ryskt territorium. Groznyj sätts i brand av ryskt bombflyg, och cirka 100 000 civila tvingas fly.[3]

### November
- 6 november - Ryska stridsflygplan bombar Groznyj. Enligt myndigheterna dödas 32 personer.[3]
- 10 november - För första gången sedan 1982  sätts israeliska soldater in för att utrymma en illegal judisk bosättning på Västbanken.[3]
- 16 november - Med ett bud värt fem miljarder SEK tar SAAB över Celsius, och därmed skapas Nordens största försvarsindustri, med 18 000 anställda.[3]

### December
- 15 december - Utrikesministrarna från Natos medlemsländer träffar i Bryssel och fastställer samarbetet mellan Natos och EU:s nya säkerhetsstyrka. USA får igenom sina krav på att Nato även i fortsättningen har övergripande ansvar för militära insatser i krisområden. EU-styrkan får dock vissa möjligheter att agera utan hela NATO inblandat.[3]

### Fotnoter
1. ↑  ”Chronological List of All Wars”. Arkiverad från originalet den 9 oktober 2014. https://web.archive.org/web/20141009082543/http://www.correlatesofwar.org/COW2%20Data/WarData_NEW/WarList_NEW.pdf. Läst 29 juni 2011.
2. 1 2 3 4 5 6 7 8 9 10 11 12 13 14 15 16 17 18 19 20 21 22 23 24   När Var Hur 2000. Forum
3. 1 2 3 4 5   När Var Hur 2000. DN